# زعيتمان تتري
الزعيتمان التتري أو الزعيتمان الأزرق نوع نباتي ينتمي إلى جنس الزعيتمان من الفصيلة الزعيتمانية.

## الموئل والانتشار
يوجد في مناطق بلاد الشام المختلفة من الساحل إلى أطراف البادية وصولاً إلى تركيا والقوقاز.

## الوصف النباتي
تزهر النبتة من شهر آذار/مارس حتى شهر أيار/مايو. يتراوح لون الزهرة بين اللون الأزرق الفاتح والبنفسجي الداكن.